# دنیس شیطونه
دنیس شیطونه (رواج در ایران) با عنوان اصلی دنیس تهدید یا  دنیس خطر (انگلیسی: Dennis the Menace) یک فیلم خانوادگی و کمدی به کارگردانی نیک کسل است که در ۱۹۹۳ منتشر شد. این فیلم براساس شخصیت‌ها و داستان‌های یک مجموعه داستان مصور روزنامه‌ای با همین نام که از چند دهه قبل پخش می‌شد ساخته شد. دو دنباله برای این فیلم منتشر شدند، یکی با عنوان دنیس شیطونه دوباره حمله می‌کند در سال ۱۹۹۸، و دیگری در ۲۰۰۷ با عنوان یک کریسمسِ دنیس شیطونه که هر دو برخلاف این فیلم، به‌صورت یک فیلم ویدئویی منتشر شدند.
در ایران، این فیلم با عنوان «دنیس شیطونه» توسط شبکه پنج دوبله و از ابتدای دهه ۱۳۸۰ بارها پخش شد، همچنین توسط شبکه نمایش و شبکه امید هم بازپخش شد.

## خلاصه داستان
«دنیس» یک پسر بچهٔ شش ساله، زندگی را برای یکی از همسایه‌ها، «آقای ویلسن» کم‌حوصله (ماتو) سخت می‌کند…

## بازیگران
- والتر ماتائو
- میسون گمبل
- جوآن پلورایت
- کریستوفر لوید
- لی تامپسون
- پل وینفیلد
- ناتاشا لیون
- دوین راتری
- بن استاین
- بیل اروین
- بیلی برد
- رابرت استانتون